# Đảo Prince of Wales (Nunavut)
Đảo Prince of Wales là một đảo ở phía bắc Canada, ở Lãnh thổ Nunavut, giữa các đảo: Victoria và Somerset ở Đại Tây Dương, ở phía nam của Quần đảo Queen Elizabeth. Đảo này có diện tích 33.339 kliômét vuông. Để phục vụ quản lý hành chính, đảo này được chia ra cho hai vùng Qikiqtaaluk và Kitikmeot. Hiện đảo này không có khu định cư lâu dài nào.